# Abbazia di Morimondo
L'abbazia di Morimondo è un'abbazia cistercense sita nel comune di Morimondo, in provincia e Arcidiocesi di Milano, Italia. Si trova sulla riva destra del Naviglio di Bereguardo.

## Struttura

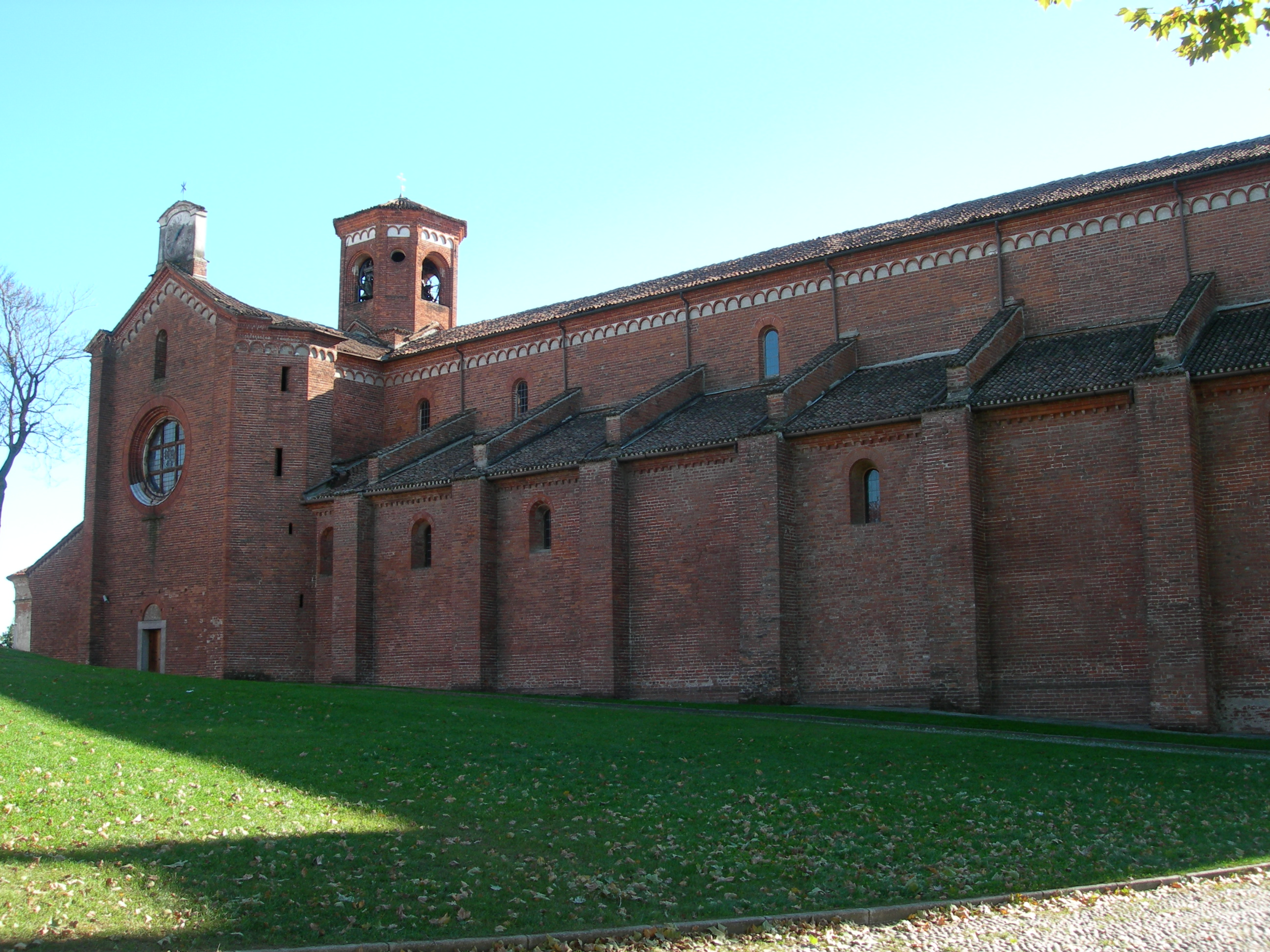
Il lato sinistro della chiesa abbaziale.

### La chiesa
Pur essendo la quarta fondazione italiana e la prima in Lombardia (1134), la chiesa abbaziale si scosta da tutte le altre edificazioni cistercensi del XII secolo. L'aver rinviato la costruzione della chiesa fino al 1182 (data messa in discussione dal 2019) ha fatto sì che fruisse delle esperienze precedenti. Infatti, Morimondo è un esempio di architettura cistercense già evoluta verso lo stile gotico, com'è sottolineato dall'uso della volta a crociera ogivale, che può creare anche campate rettangolari. Infatti nella navata centrale, esse non sono a base quadrata, ma rettangolare, e ad ognuna di esse corrisponde una campata quadrata nelle navate laterali aumentando perciò il senso di verticalità. Inoltre la grandezza di Morimondo è dovuta alla presenza di ben otto campate, diversamente dalle chiese abbaziali precedenti normalmente più piccole. Ma la maestosità della chiesa di Morimondo è data anche dalla totale essenzialità e dal senso di ordine dei mattoni a vista. Il Rinascimento ed il Barocco non hanno alterato lo stile e l'ordine del XII secolo.

### Il chiostro

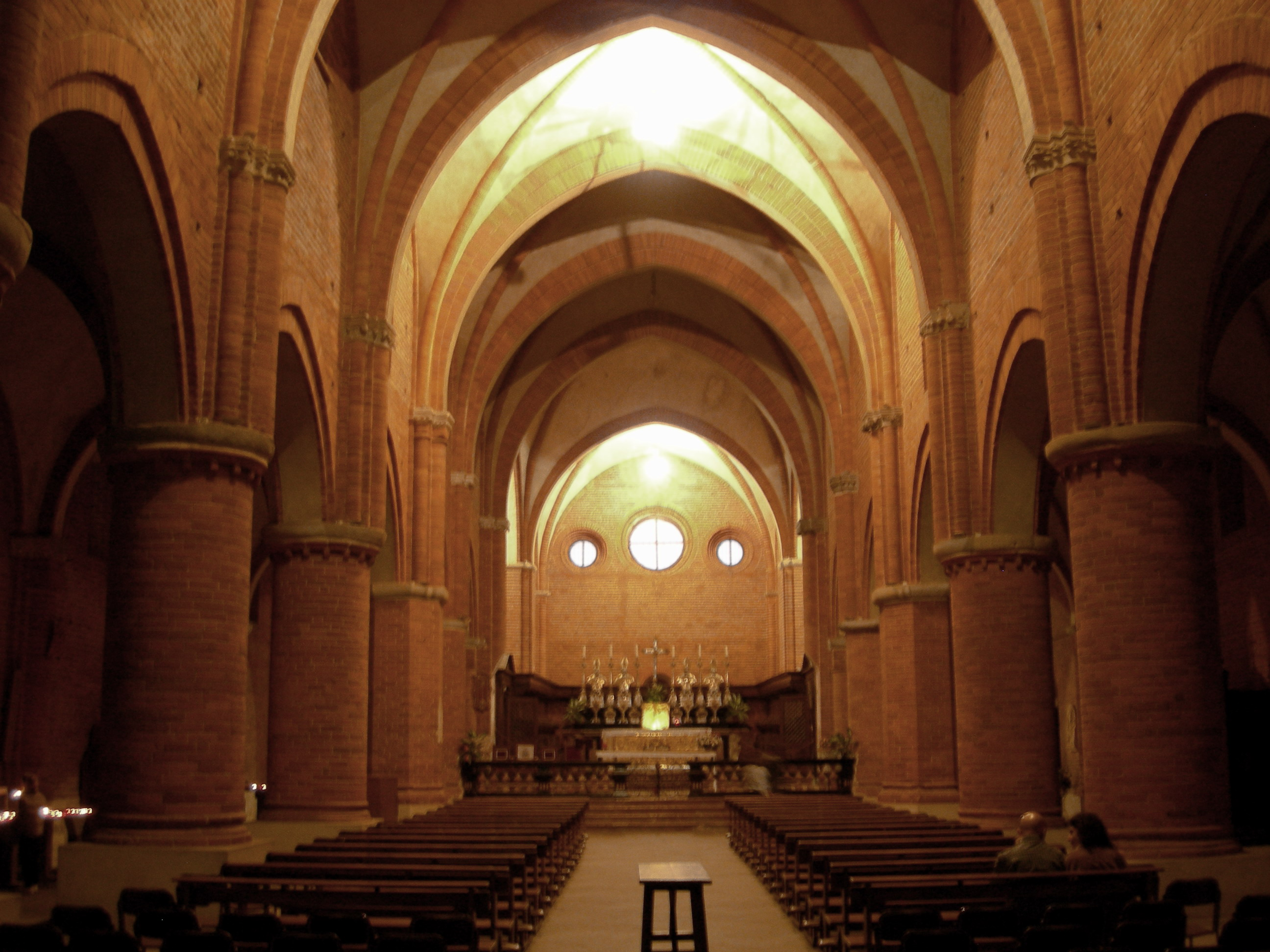
La Navata centrale

Il chiostro si presenta come uno spazio caratterizzato dalla presenza su tre lati di colonne in arenaria, sormontate da capitelli ornati con motivi ispirati al mondo vegetale. Il lato nord conserva parzialmente la struttura delle origini.
Nel chiostro, nonostante gli inserimenti successivi (la costruzione dei tre porticati intorno al 1475 e la sopraelevazione dei lati nord ed ovest verso la metà del XVIII secolo), è ancora leggibile la tipologia del complesso monastico con l'usuale distribuzione degli ambienti. Tra questi vanno ricordati: la sala capitolare, che con le sue volte a crociera mantiene integralmente le sue caratteristiche originarie, e il refettorio con la cucina che si presentano in una splendida veste seicentesca.

### Il monastero
Peculiare e unica, rispetto alle più tradizionali abbazie cistercensi, è l'edificazione su più altezze dovuta alla collocazione dell'abbazia su di un avvallamento. Il piano del dormitorio, rialzato è in quota +4,90 metri rispetto al chiostro (quota +0,00), mentre la sala di lavoro dei monaci (altrimenti nota come Sala Colonne) è collocata a - 4,60 metri e la Sala dei Fondatori a - 8,80 metri; al livello del chiostro è presente la sala di lavoro dedicata nella parte terminale a sud allo Scriptorium. Visto da est e da sud il monastero quindi si presenta come un'imponente costruzione di quattro piani. Nonostante i saccheggi, i terremoti, nonché le modifiche seicentesche e la soppressione (1798), il monumento è sopravvissuto ed è stato ampiamente restaurato, nonché musealizzato.

### La Sala delloScriptorium
Rappresenta un unicum nel mondo cistercense poiché appare, contrariamente a quanto indicato nelle normative cistercensi sulla sobrietà, interamente decorata. Non ospita decorazioni a fresco, bensì delle pitture policrome a calce raffiguranti perlopiù elementi vegetali a volute classicheggianti. Curiose le casupole (antichi armaria) anch'esse decorate con elementi più o meno importanti per la vita quotidiana del monaco: per esempio, la gazza ladra che, bianca e nera, ricorda l'abito del monaco cistercense.
Ancora più uniche e particolari sono le espressioni pittoriche non decorative tracciate nei sottarchi: queste decorazioni semplici sono la traccia, secondo l'ipotesi di Sandrina Bandera, dell'uso di fare scuola di grafia ai novizi e quindi un esempio di come il sottarco, liscio, venisse utilizzato dai monaci come una sorta di lavagna.

### La sala da lavoro (Sala Colonne)
Conserva il suo aspetto più antico: totalmente sobria e sontuosa. Si presenta come un unico salone separato solamente da un colonnato centrale. Le pareti non sono decorate se non dalla bicromia del mattone rosso e dell'intonaco bianco nei sottarchi. È la sala più suggestiva dell'intero complesso poiché rende l'idea dell'aspetto più legato alle origini di questo complesso architettonico.

### Il coro ligneo

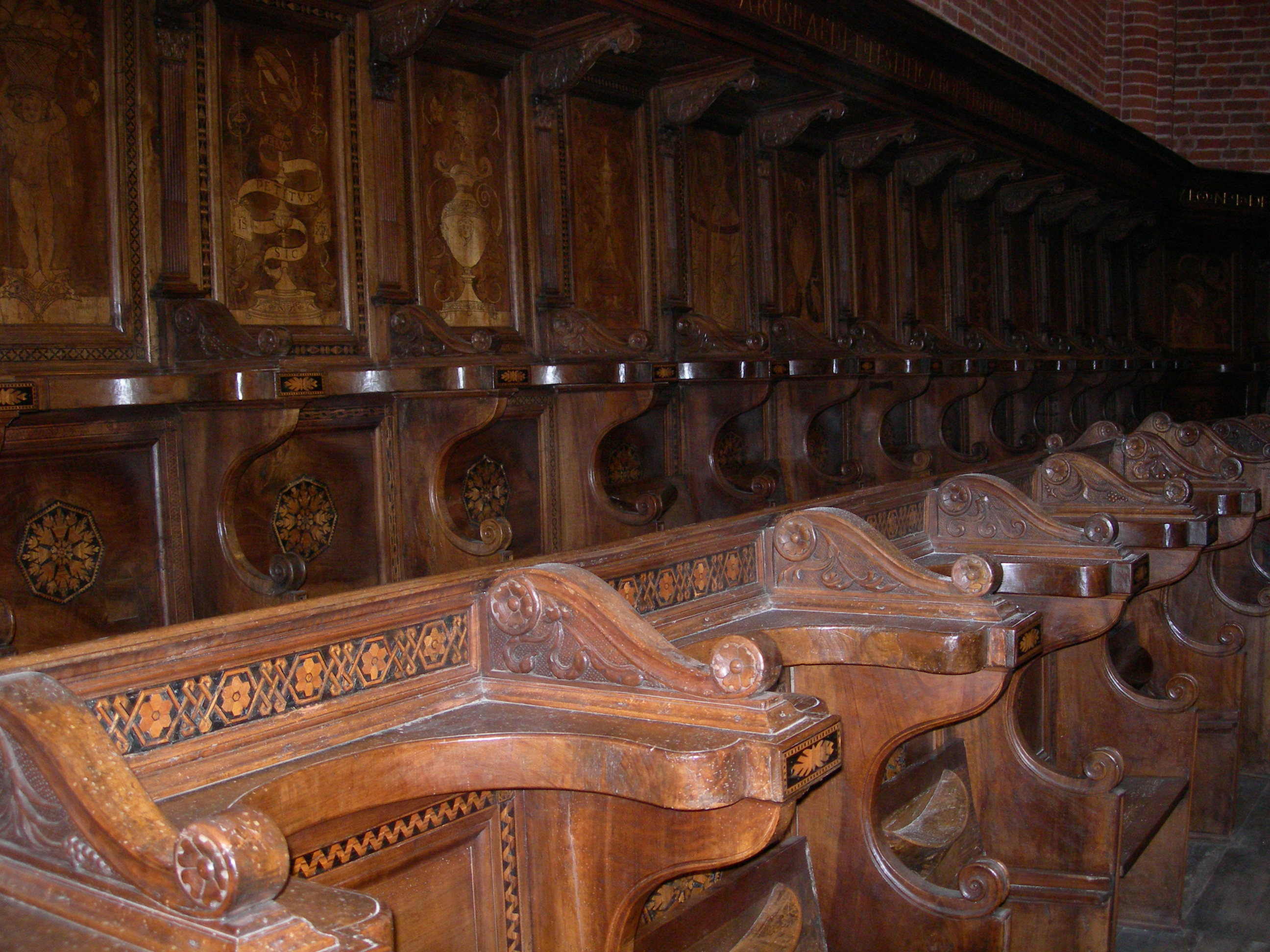
Particolare del coro ligneo

L'attuale coro ligneo, eseguito nel 1522 da Francesco Giramo, un maestro da legname di Abbiategrasso, in sostituzione degli stalli originari, costituisce un interessante esempio di arredo ligneo rinascimentale per la struttura compatta e architettonica, modellata secondo gli schemi diffusi dal Bramante in Lombardia. Notevole è anche la decorazione degli schienali eseguiti con la tecnica dell'intarsio dove le differenti raffigurazioni di personaggi e simboli sono arricchite da precise profilature eseguite con taglio a doppia lama e riempite con una pastiglia scura. Fu luogo di preghiera come evocato anche dai simboli rappresentati; sebbene derivati dall'antichità classica secondo il gusto rinascimentale, essi rappresentavano valori spirituali come la generosità dei doni di Dio (il cesto di frutta),  l'azione salvifica di Cristo (i pesci) o il protendere a Dio della vita del monaco (sfera armillare). Interessanti anche le raffigurazioni di personaggi legati alla storia della Chiesa e del monachesimo cistercense: san Benedetto da Norcia e san Bernardo di Clairvaux, san Roberto di Molesme e sant'Ambrogio, san Giovanni Battista e san Michele Arcangelo, San Pietro e san Paolo, santa Barbara e forse santa Scolastica, santa Maria e san Gabriele Arcangelo (figure nel retro delle porte centrali).

## Storia

### Il fervore dell'inizio
L'abbazia di Morimondo, inizia la sua storia il 4 ottobre 1134 con l'arrivo di un gruppo di monaci fondatori provenienti dalla casa-madre di Morimond, in Francia. Accolti inizialmente a Coronate, a circa un miglio dalla sede definitiva, i monaci identificarono con il Campo di Fulcherio il luogo per la costruzione del loro monastero, e l'11 novembre 1136, quando si trasferirono a Morimondo, il cenobio doveva essere già parzialmente costruito e abitabile. Nei primi anni la comunità ebbe una progressiva espansione nel numero delle vocazioni, tanto che in breve furono fondate due abbazie: quella dell'Acquafredda a Lenno nel 1153, e quella a Casalvolone presso Novara nel 1169.
Un segno notevole dell'intensa spiritualità è testimoniato dalla fiorentissima attività dello Scriptorium, finalizzata alla costituzione della biblioteca monastica, e alla dotazione iniziale di testi fondamentali delle due nuove filiazioni. Anche dal punto di vista dell'attività agraria si ebbe una notevole espansione, con la bonifica di numerose paludi dislocate tra Besate e Abbiategrasso e con la realizzazione di un gran numero di grange insediate su un territorio di 36.000 pertiche milanesi (circa 24 km²).
L'espansione delle proprietà terriere dell'abbazia fu favorita dalla vicinanza al confine tra i territori di Milano e di Pavia, comuni rivali dai quali Morimondo ricevette tuttavia protezione e donazioni.

### L'edificazione della chiesa abbaziale
L'edificazione della chiesa fu iniziata nel 1182, ritardata rispetto all'edificazione del monastero a causa di controversie con la pieve di Casorate, e terminata nel 1296. Dal 2019 studi innovativi tendono ad anticipare l'edificazione della chiesa agli anni Sessanta del XII secolo, mentre il 1182 era proposto da Puccinelli e Ughelli sulla base di un'epigrafe perduta. Nel 1237 e nel 1245 per le incursioni delle truppe imperiali pavesi, che saccheggiarono il monastero riducendolo ai minimi termini, i lavori di costruzione dovettero subire lunghe interruzioni probabilmente di alcuni anni.

### Dal XIV secolo alla commenda (fine XV)

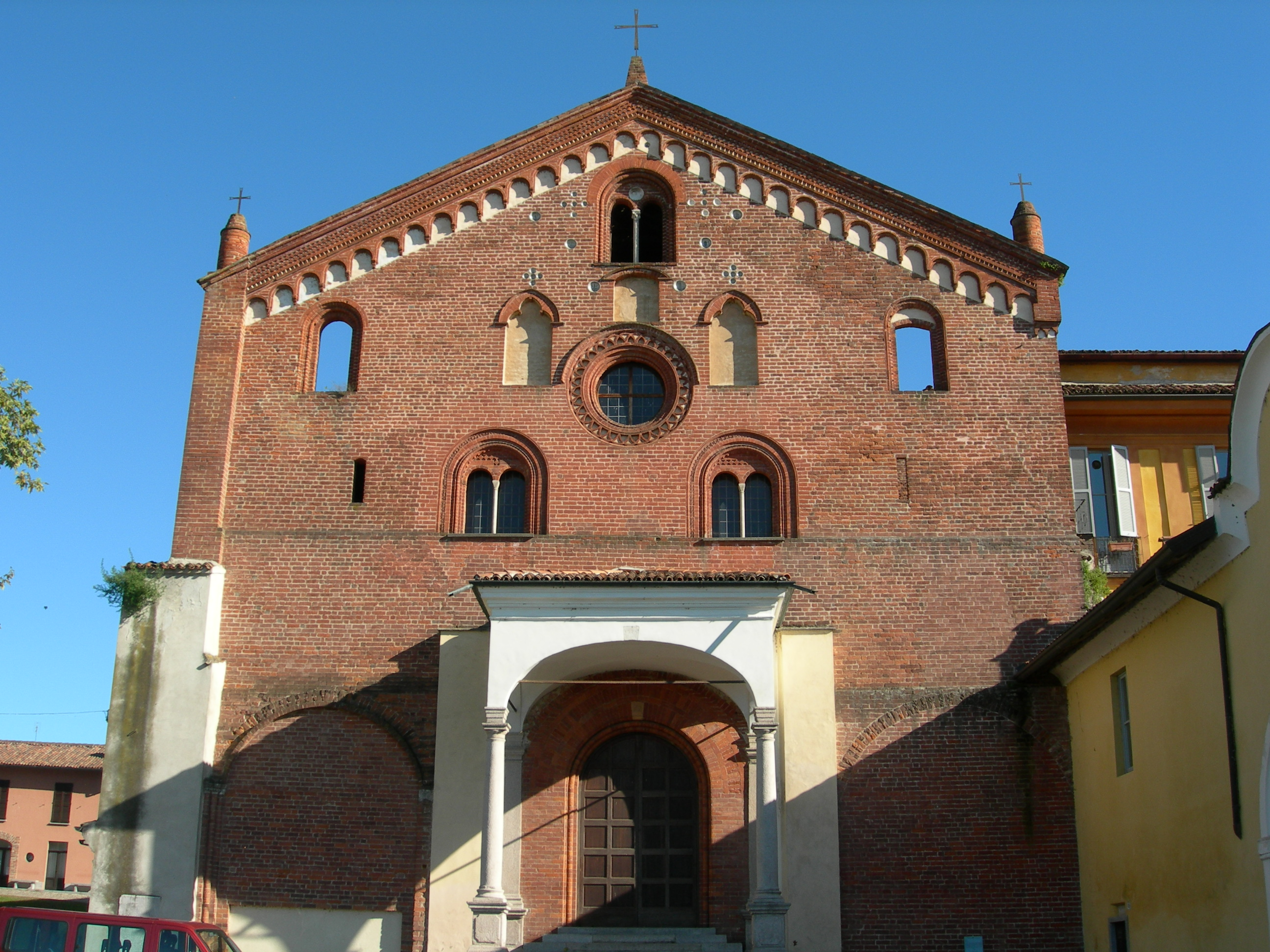
La facciata, introdotta da un pronao datato 1736

Nel XIV secolo si registra un certo declino dovuto a cause esterne, come il saccheggio del 1314, o come la trasformazione in commenda intorno al 1450, peraltro comune a tutte le abbazie, sotto il cardinale Giovanni Visconti. Tra gli abati commendatari più insigni va ricordato il cardinale Giovanni de' Medici (futuro papa Leone X), che nel 1499, prendendo a cuore la riforma della vita spirituale di Morimondo inviò dall'abbazia cistercense di Settimo Fiorentino otto monaci per rivitalizzare la vita monastica.

### Dal XVI alla fine XVIII secolo
Attorno alla metà del XVI secolo, buona parte dei possedimenti dell'abbazia vennero rilevati dall'Ospedale Maggiore di Milano.
Il 1564, segna un'altra tappa importante perché l'abbazia viene eretta parrocchia da san Carlo Borromeo, arcivescovo di Milano. Nel Seicento l'abate Antonio Libanorio o Libanori (1648-1652) di Ferrara si impegnò per la rinascita culturale e spirituale di Morimondo. 
La soppressione, avvenuta il 31 maggio 1798 sulla scia della Rivoluzione francese, pose fine alla presenza dei monaci cistercensi e causò la totale dispersione del patrimonio codicologico. Dopo la soppressione la parte cenobiale venne messa all'asta, acquistata da privati e successivamente destinata alla popolazione rurale; la chiesa abbaziale, il lato nord del chiostro, la sala capitolare e altri spazi ai piani superiori rimarranno in uso alla Parrocchia e di proprietà statale.

### Dagli inizi del XIX secolo ai giorni nostri
Dal 1805 al 1950 la vita religiosa venne animata da sacerdoti ambrosiani. Nel 1941 l'arcivescovo di Milano, il beato cardinale Ildefonso Schuster, in visita pastorale all'abbazia, constatatone lo stato di abbandono, volle riportare nel cenobio la vita religiosa. Prima vennero contattati i Trappisti delle Tre Fontane a Roma e in seguito, nel 1950, la Congregazione degli Oblati di Maria Vergine si stabilì nel monastero.
Il 30 dicembre 1982 il Comune di Morimondo acquistò il cenobio monastico dagli eredi di Angelo Comolli che ne era stato proprietario dal 1917. Artefici di questa iniziativa, che ha permesso la successiva valorizzazione del complesso monastico, sono stati l'allora sindaco Maurizio Spelta e le Amministrazioni comunali che si sono succeduti e che ne hanno curato le opere di restauro del cenobio condotte da Alessandro Rondena e Giovanni Carminati e concluse nel 2008.
Nel 1991 il cardinale Carlo Maria Martini affidò alla Congregazione dei Servi del Cuore Immacolato di Maria la cura pastorale della parrocchia con un nuovo invito a rilanciare l'abbazia di Morimondo come centro di spiritualità e di iniziative pastorali.
Con la costituzione della Fondazione Abbatia Sancte Marie de Morimundo, nel 1993 si assiste a un rilancio di Morimondo con la valorizzazione del patrimonio spirituale e culturale dell'abbazia e del monachesimo di Cîteaux in generale.
A partire dalla fine del Novecento, l'abbazia è stata più volte usata come set per produzioni cinematografiche o televisive come ad esempio nel film Papà dice messa del 1996, nel film Cado dalle nubi del 2009 o la serie televisiva Benedetti dal Signore del 2004.
Dal 2006 è il clero diocesano che assicura la continuità nel mantenere vivo lo scopo di questo luogo fondato da un piccolo gruppo di monaci francesi nel 1134: realizzare un luogo di incontro tra Dio e l'uomo. La parrocchia ha visto la lunga presenza di don Mauro Loi (già presente a Morimondo dal 1991 con la Congregazione dei Servi del Cuore Immacolato di Maria) fino al 31 agosto 2017; poi è stata affidata per un breve periodo a don Mario Zaninelli e ora vede don Giancarlo Sala attuale parroco di Morimondo, Fallavecchia, Ozzero.
Il 18 novembre 2021 il comune di Morimondo, ha ottenuto dall'Agenzia del Demanio tutti i beni che erano stati incamerati dallo stato a seguito dell'attuazione delle soppressioni napoleoniche ufficializzate con atto notarile del 9 luglio 1805. Attualmente l'interno complesso monastico di Morimondo (chiesa compresa) è di proprietà comunale.

## La visita all'abbazia

### La Fondazione Abbatia Sancte Marie de Morimundo
Il 17 aprile 1993 è stata istituita la Fondazione Abbatia Sancte Marie de Morimundo, fondazione privata senza scopo di lucro che ha ottenuto il riconoscimento del Ministero dei Beni Culturali ed Ambientali in data 12 luglio 1994 (registrazione 149, protocollo numero 1800/a). La fondazione prende nome dalle note di possesso dei codici miniati prodotti all'interno dello scriptorium monastico nel dodicesimo e tredicesimo secolo.
Gli scopi della Fondazione sono la valorizzazione culturale e spirituale dell'Abbazia di Morimondo e la promozione di attività per il recupero strutturale e architettonico di tutto il complesso monastico.
Nel dicembre 2007 la Regione Lombardia ha riconosciuto ufficialmente il complesso monastico come museo regionale, gestito dalla Fondazione Abbatia Sancte Marie de Morimundo e denominato Museo dell'Abbazia di Morimondo.
Il museo è suddiviso in due sezioni:
- il Museo dell'Abbazia, nato per valorizzare e far conoscere i vari ambienti del complesso monastico
- il Civico Museo Angelo Comolli, finalizzato a conservare i cartoni dell'artista e a farne conoscere l'opera.
Il Museo dell'Abbazia è costituito dagli ambienti stessi dell'abbazia cistercense di Morimondo: la struttura del cenobio è ancora in gran parte quella medioevale del XII e XIII secolo, con modifiche e parziali rifacimenti dei secoli XV, XVI e XVII. La maggior parte dei restauri è stata eseguita nel XX secolo; un'ulteriore campagna è giunta a conclusione nel 2009, restituendo alla fruizione del pubblico l'intero complesso monastico.
Sono oggi visitabili il chiostro, la sala capitolare, le sale di lavoro dei monaci, la sala dello scriptorium, la sala delle colonne, la sala dei fondatori, il loggiato, il refettorio, il dormitorio. Le tipologie di visita sono varie e si svolgono su percorsi di differente durata e lunghezza, con accesso parziale o completo alle sale. Gli orari e le modalità di fruizione sono indicate sul sito web dell'Abbazia di Morimondo e sulle pagine di InfoPoint Morimondo.

## Concezioni di vita monastica

### Una vita condivisa
La vita quotidiana dei monaci è la dimensione dove si sviluppa la loro vocazione sotto la guida della Regola e dell'abate. La loro è una vita in comune, cioè una vita dove si condividono le responsabilità e le fatiche, dove la comunità è motivo per vivere il Vangelo. Anche a Morimondo la prima comunità fu di dodici monaci più il loro abate, come indicato nei consuetudinari cistercensi. L'identità tra vita quotidiana e Vangelo è testimoniata dalle somiglianze tra la chiesa e gli ambienti di vita comune.

### Il bosco: silenzio e primo ausilio alla comunità
Non solo essi condivisero l'osservanza alla Regola e la spiritualità acquisita nel tempo di formazione e del noviziato, ma anche le decisioni e le fatiche concrete iniziali, come la scelta del luogo più adatto per erigere il nuovo monastero. Era necessaria la presenza di acque per le coltivazioni e per l'allevamento del bestiame e di un bosco, quale fonte di legna, necessaria per scaldare o cuocere e per erigere le prime strutture architettoniche. Il disboscamento fu perciò uno dei primi lavori della comunità.

### Il cantiere edile

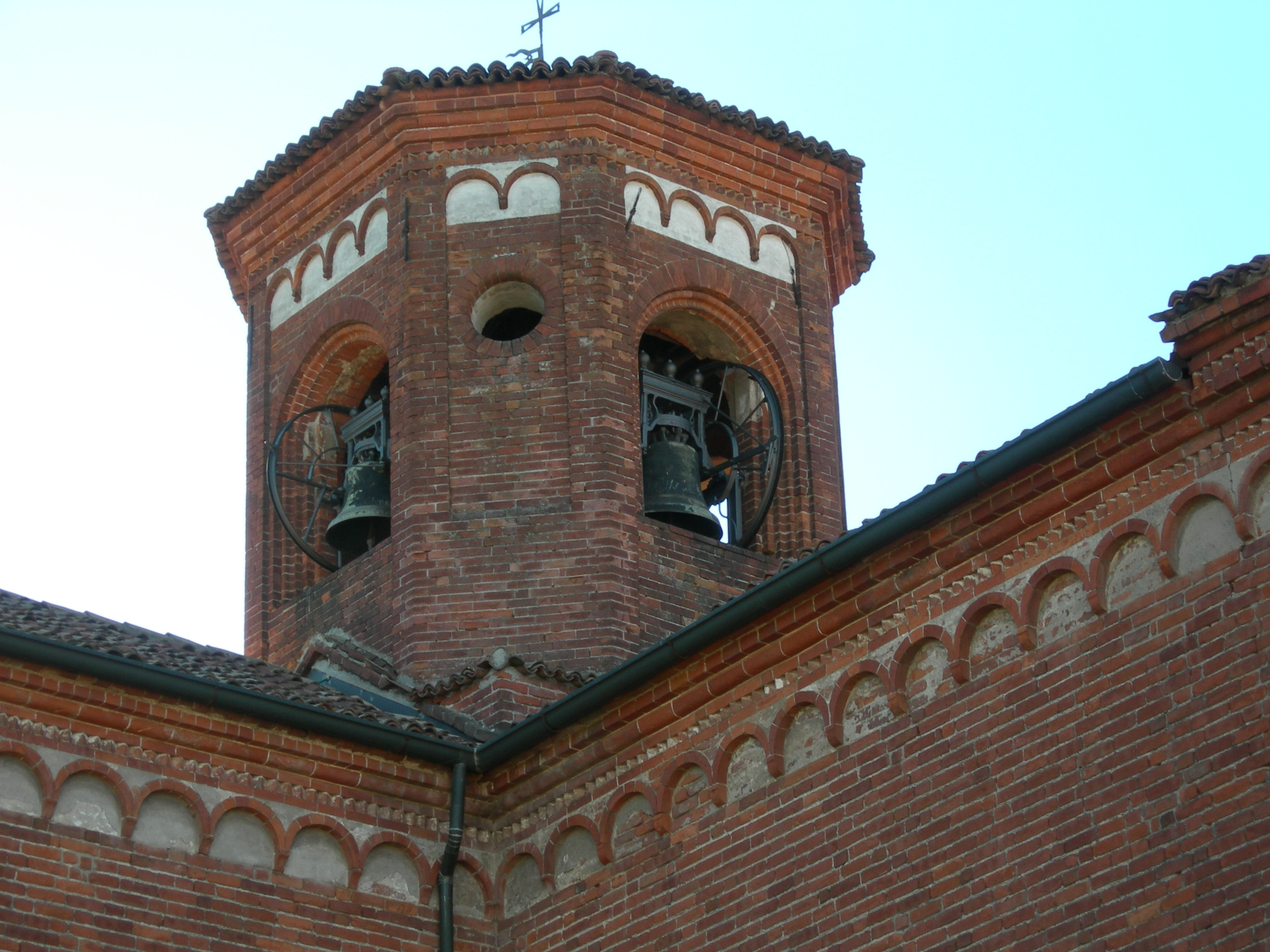
La torre campanaria

La legna soprattutto servì all'inizio per il cantiere edile: le grandi arcate del cenobio poterono essere erette grazie alle centine realizzate dai maestri carpentieri. Poi doveva servire come materiale per le attrezzature e come energia combustibile per le varie officine. Il cantiere edile non fu realizzato solo dai monaci, poiché essi erano insufficienti e forse impreparati all'uso del cotto. Furono incaricate maestranze locali che, sotto la guida dei monaci, realizzarono architettonicamente ciò che doveva riflettere la loro spiritualità.

### Le grange: la forza del monastero
Con il termine di "grangia" (da granica, ovvero deposito di grano) veniva indicato un insediamento rurale produttivo. Poteva nascere sulle basi di strutture agricole già esistenti, oppure essere costruita ex novo. La grangia aveva grande autonomia rispetto alla sede abbaziale che l'aveva costituita, nonostante fosse stato messo come capo un converso, un laico che, dopo aver fatto voto di povertà e dopo aver donato i propri beni al monastero, diventava membro della comunità monastica. Col crescere della struttura e del numero dei monaci, aumentarono le esigenze. La fonte principale di sostegno materiale fu il lavoro agricolo che veniva realizzato attraverso le grange, che fungevano sia da deposito di granaglie e attrezzature sia da ricovero dei conversi.

### I conversi
Per aiutare i monaci sacerdoti nelle attività manuali, nacque la vocazione del monaco (o meglio del fratello) converso: uomini adulti che pur non avendo seguito gli studi per essere ordinati sacerdoti, condividevano l'ideale monastico vivendo nella comunità. Portando le loro competenze professionali nel monastero, essi contribuirono alla rapida espansione dell'Ordine. Il lavoro non serviva solo per il cibo e per il commercio, ma anche per esprimere la carità a favore dei viandanti e dei pellegrini che bussavano per ottenere aiuto e cibo.

### I turni settimanali
Al di là di qualche compito specifico, tutti i membri della comunità avevano un ruolo attivo nella giornata, scambiandosi i turni settimanalmente. In cucina vi era bisogno ogni giorno di chi aiutasse il cuoco. La dieta era rigorosamente povera. Occorreva sfornare il pane, preparare i pasti a base di verdure e legumi, oltre che curare i formaggi che venivano dai caseifici delle grange. A fianco della cucina vi era il refettorio: la collocazione dei tavoli e la presenza di un pulpito richiamavano lo spazio della chiesa. I monaci mangiavano due volte d'inverno (le giornate erano più corte) e tre volte d'estate (le giornate erano più lunghe e il lavoro dei campi richiedeva più energie).

### Il cellario e i notai

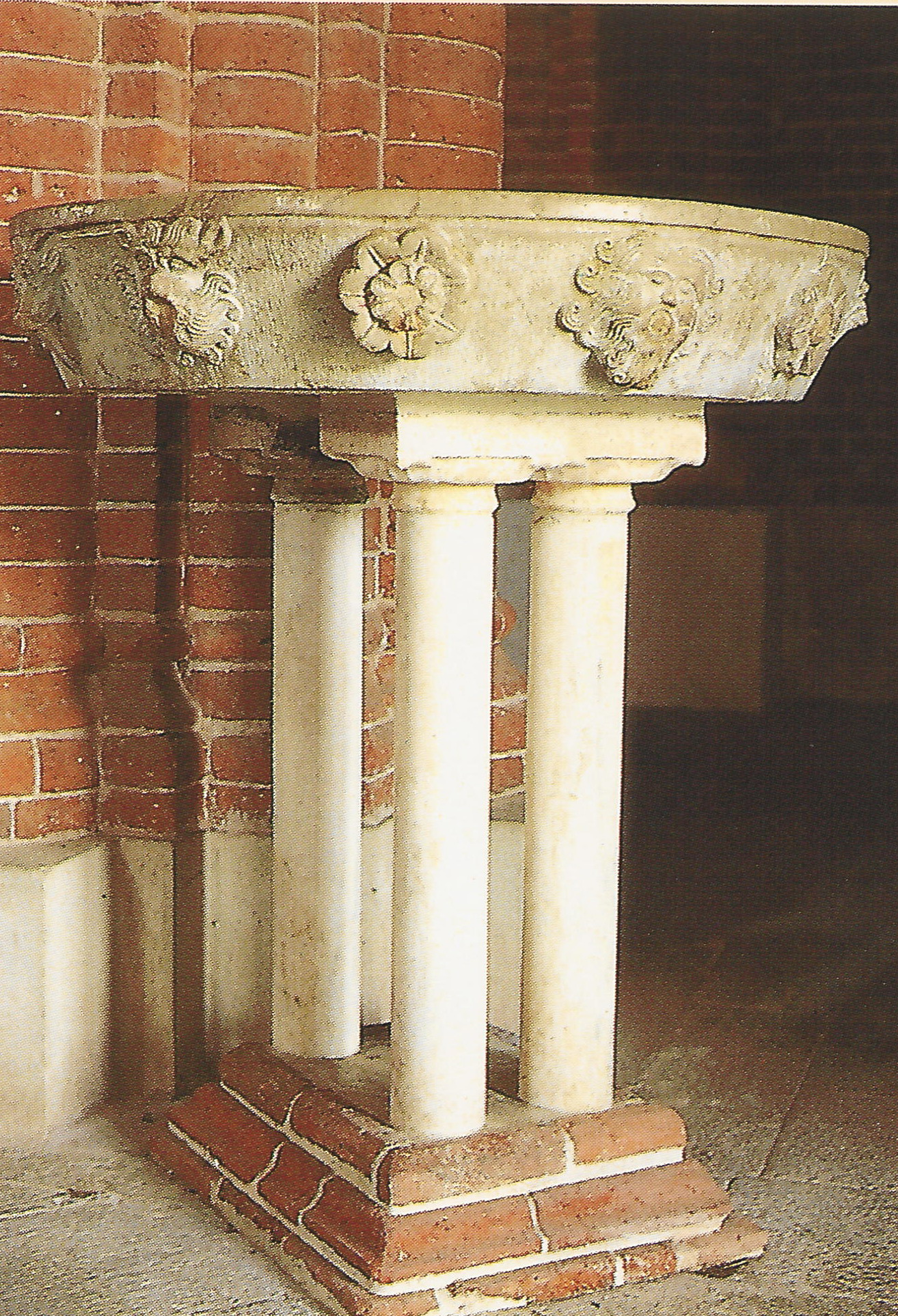
Acquasantiera

Ma altre erano le mansioni al servizio della comunità: il cellario era colui che con l'amorevolezza di un padre, doveva sovrintendere alla prosperità della comunità: curava i conti, inventariava i beni, teneva i rapporti con le grange, provvedeva a ciò che serviva nel monastero: dal cibo per i pasti all'acquisto degli attrezzi agricoli, alle manutenzioni e alle riparazioni nel monastero e nelle grange, e curare le spese di costruzione (notevoli nel primo periodo).

### Gli amanuensi e i miniatori
Anche all'interno della comunità c'erano varie mansioni e ruoli che venivano svolti in luoghi specifici: primo
la sala dei monaci ove aveva sede lo scriptorium. Qui monaci esperti preparavano le pergamene dalle pelli di pecora e altri invece si occupavano della trascrizione. I codici cistercensi sono caratterizzati da una redazione severa, leggibile, con chiari segni di interpunzione e decorata da iniziali sobrie e per lo più senza dorature. Scrittura e miniature seguono per più di un secolo uno stile unitario e costante in tutta Europa, distinto dalle mode correnti.

### Lo studio
Come in ogni abbazia anche a Morimondo vi era una intensa vita di studio. Ciò è confermato dalla produzione effettuata nel corso dei primi secoli: il primo catalogo di codici fu iniziato nel 1170/1172 con una cinquantina di testi e poi continuato fino all'inizio del XIII secolo, arrivando a circa 90 volumi. Nell'armarium della comunità (cioè nella biblioteca) vi erano diverse categorie di libri: da quelli liturgici ai testi sacri alla Regola di San Benedetto. Tutti costituivano l'alimento per la preghiera comune. La maggiore quantità riguardava i commenti alla Sacra Scrittura dei Padri della Chiesa, che formavano la colonna portante dello studio del monaco.

## Elenco degli abati di Morimondo (parziale)

### Primi abati
- Gualcherio o Gualchezio (in latino: Gualguerius - primo abate; 1134-1139 o 1145)
- Pietro (1139 o 1145-1156)
- Bertramo (viv 1160)
- Anselmo (viv. 1167)
- Giacomo (viv. 1183)
- Guglielmo (viv. 1185)
- Pietro (viv. 1190)
- Rogerio (viv. 1195)
- Pietro (viv. 1200)
- Giacomo (viv. 1208)
- Lombardo (viv. 1219)
- Ottone (viv. 1225)
- Florio (viv. 1237)
- Guglielmo (viv. 1257)
- Stefano (viv. 1260)
- Acurso (viv. 1270)
- Pagano (viv. 1293)
- Michele (viv. 1296)
- Matteo (viv. 1297)
- Brunoldo (viv. 1300)
- Beltramo da Vedano (XIII secolo)
- Giovanni da Ferrara (prima metà del XV secolo)

### Abati commendatari (1441?-1561)
- Giovanni Visconti (1441?-1447?), poi arcivescovo di Milano
- Astorgio Agnesi (1450-1451), arcivescovo di Benevento
- Giambattista Maletta (1452-1462), già abate dell'Abbazia di Chiaravalle della Colomba
- Matteo Castiglioni (1463-1475)
- Branda Castiglioni (1475-1487), vescovo di Como
- Giovanni Giacomo Schiaffinato (1487), vescovo di Parma
- Giovanni de' Medici (1487-1495), poi papa Leone X
- Giovanni Giacomo Schiaffinato (1495-1497)
- Cesare Borgia (1498)
- Federico Sanseverino (1498-1512), cardinale
- Giovanni de' Medici (1512-1513)
- Leonardo Grosso della Rovere (1513-1515)
- Federico Sanseverino (1516)
- Innocenzo Cybo (1516-1550), cardinale e nipote di Leone X
- Innocenzo Ciocchi del Monte (1550-1561), nipote di papa Giulio III

Altri abati
- Innocenzo Pini (viv. 1591)
- Angelico Fanti (viv. 1594)
- Antonio Corradi (1612-1632)
- Antonio Libanorio (1648-1652)

...
- Lorenzo Citerni (viv. 1704)
- Giacomo Baldacci (viv. 1709)
- Francesco Lonati (viv. 1730-1737)
- Isidoro Galluzzi (?-1798)

...